# Quintin
Quintin (bret. Kintin) – miejscowość i gmina we Francji, w regionie Bretania, w departamencie Côtes-d’Armor.
Według danych na rok 1990 gminę zamieszkiwały 2602 osoby, a gęstość zaludnienia wynosiła 834 osoby/km² (wśród 1269 gmin Bretanii Quintin plasuje się na 220. miejscu pod względem liczby ludności, natomiast pod względem powierzchni na miejscu 1071.).